# Boeing Model 6
El Boeing Model 6, también conocido como B-1, fue un pequeño biplano hidrocanoa diseñado por William Boeing poco antes de la Primera Guerra Mundial. 

## Desarrollo y diseño
El Model 6 fue el primer diseño comercial de Boeing (respecto a diseños militares o experimentales), de ahí la designación B-1. Su disposición era convencional para la época, con un motor Hall-Scott impulsando una hélice propulsora, montado entre los soportes de tipo cabaña. El piloto se sentaba en una cabina abierta en la proa, y se podían transportar hasta dos pasajeros en una segunda cabina abierta detrás de la primera. El diseño recordaba al Curtiss HS-2L que Boeing había construido bajo licencia durante la guerra aunque a menor escala. Era un biplano de dos vanos con casco fabricado de chapa de madera laminada.

## Historia operacional
Solo fue construido un único avión, por lo que Boeing tuvo problemas para venderlo en un mercado inundado de aviones excedentes. En 1920, fue comprado por Edward Hubbard, que lo usó para transportar correo entre Seattle, Washington y Victoria, Columbia Británica. Voló hasta 1930, antes de ser preservado y puesto en exhibición en el Museum of History and Industry de Seattle en 1954.

## Especificaciones
Referencia datos: Bowers, Boeing B-1 Seaplane page

### Características generales
- Tripulación: Uno (piloto)
- Capacidad: Dos pasajeros
- Longitud: 9,5 m (31,3 ft)
- Envergadura: 15,3 m (50,3 ft)
- Altura: 4,1 m (13,3 ft)
- Superficie alar: 45,7 m² (491,9 ft²)
- Peso vacío: 1089 kg (2400,2 lb)
- Peso cargado: 1746 kg (3848,2 lb)
- Planta motriz: 1× motor lineal de seis cilindros en línea refrigerado por agua Hall-Scott L-6.
  - Potencia: 149 kW (205 HP; 203 CV)
- Hélices: Cuatripala de madera y paso fijo

### Rendimiento
- Velocidad nunca excedida (Vne): 145 km/h (90 MPH; 78 kt)
- Velocidad crucero (Vc): 128 km/h (80 MPH; 69 kt)
- Alcance: 640 km (346 nmi; 398 mi)
- Techo de vuelo: 4050 m (13 287 ft)

## Aeronaves relacionadas

### Secuencias de designación
- Secuencia Numérica (interna de Boeing): ← 3 - 4 - 5 - 6 - 6D - 6E - 7 →